# Ponant (Jolle)

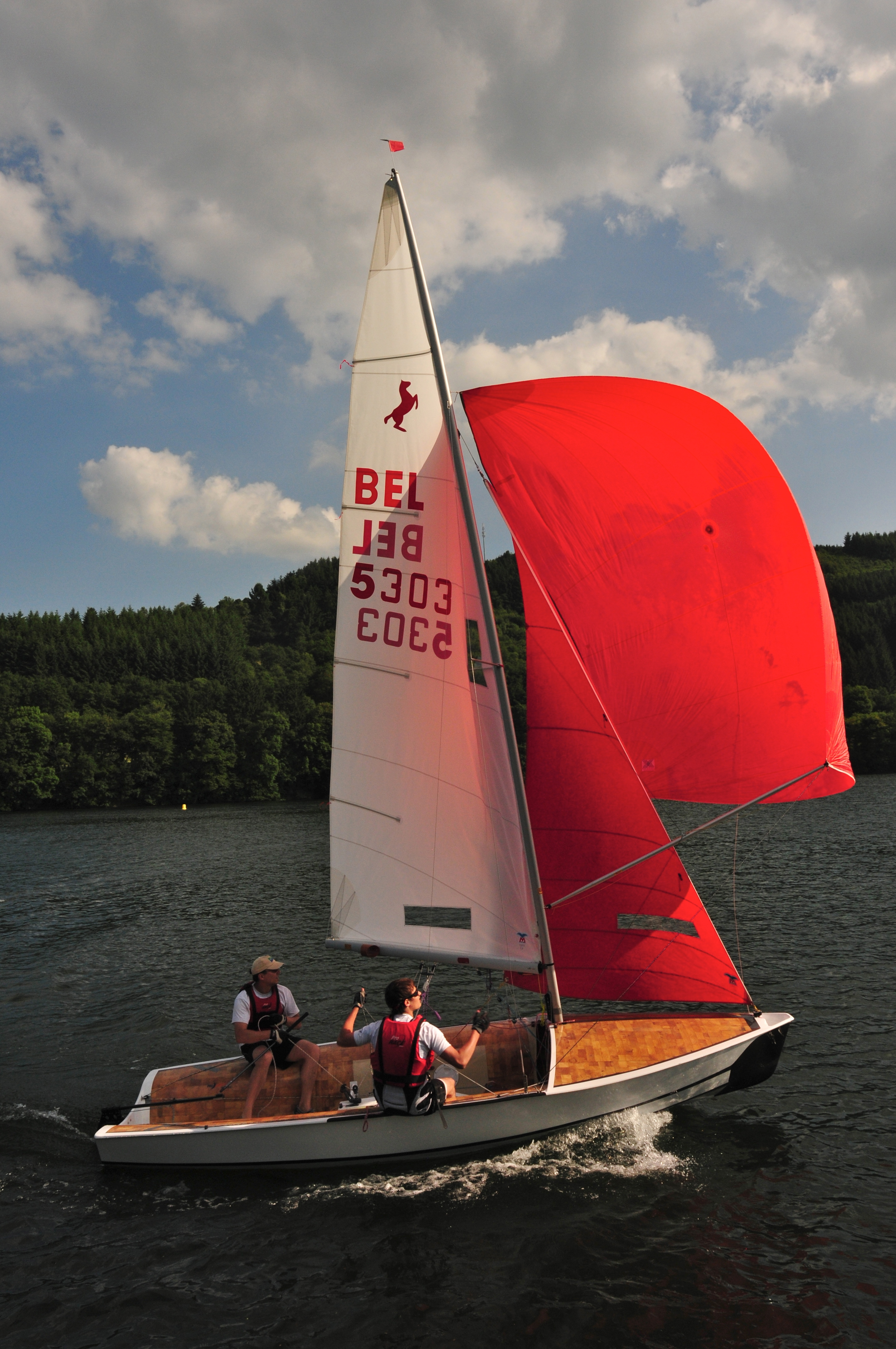
Ponant mit dem markanten roten Focksegel

Der Ponant ist eine französische Kunststoff-Jolle, die mit Trapez und Spinnaker gesegelt werden kann. Er wurde 1950 vom französischen Schiffszimmermann M. Deschamps konstruiert. Gebaut wurden diese Boote in Frankreich, und zwar in der für französische Jollen üblichen 1 ½-Schalen-Bauweise (ähnlich der Bauweise der 470er Jolle). Die Abmessungen: etwa 5,25 m lang, 1,98 m breit, 16,3 m² Segelfläche, davon entfallen auf das Großsegel etwa 10 m² und auf die Fock etwa 6 m². Spinnaker können bis zu 22 m² Segelfläche aufweisen. Die Masthöhe beträgt 7,40 m, das Gewicht etwa 160 kg, die Yardstickzahl 104.
Das Erkennungszeichen des Ponanten ist ein rotes Focksegel. Das Segelzeichen ist ein rotes, auf den Hinterbeinen stehendes Pferd.
Im Aufbau des Cockpits, der Decksgestaltung und der Beschlagsauswahl ähnelt der Ponant sehr der 505er Jolle, allerdings ist der Ponant bedingt durch einen Doppelknickspantrumpf sehr viel formstabiler als der 505er.
In Frankreich, besonders am Mittelmeer, ist der Ponant stark verbreitet, in Deutschland hingegen konnte er sich kaum durchsetzen. Lediglich auf dem Schluchsee (Schwarzwald) gibt es eine beachtliche Flotte mit Regattaaktivitäten, einige vereinzelte Ponanten waren oder sind seit den 1970er Jahren auf dem Steinhuder Meer bei Hannover beheimatet.